# Justin Laurent Marchand-Martellière
Pour les articles homonymes, voir Marchand.
Justin Laurent Marchand-Martellière, né le 10 février 1766 à Fontainebleau (Seine-et-Marne), mort le 30 juillet 1826 à Paris, est un militaire français de la Révolution et de l’Empire.

## États de service
Il entre en service le 1er juillet 1791, comme commis de bureau au ministère de la Guerre, et il passe sous-lieutenant le 15 septembre 1791, au 81e régiment d’infanterie de ligne. Le 6 novembre suivant, il est incorporé dans le 9e bataillon d’infanterie légère, et il est nommé successivement commissaire des guerres le 10 décembre 1791, commissaire ordonnateur provisoire le 5 janvier 1794, et titulaire de ce grade le 13 juin 1795. Il sert de 1792 à l’an VIII, aux armées du Rhin, de Rhin-et-Moselle, de Mayence, d’Helvétie, et de nouveau à celle du Rhin. 
En l’an VIII, il est chargé du service administratif de l’aile gauche de l’armée du Rhin, et de la 26e division militaire à Coblentz, puis il se rend dans la 5e division militaire à Strasbourg, pour y organiser le service des subsistances de l’armée d’Allemagne. Le 29 décembre 1801, il est promu inspecteur aux revues (général de brigade), et il retourne à la 26e division militaire, où il reçoit le 25 mars 1804, la croix de chevalier de la Légion d’honneur.
Le 5 novembre 1806, il devient intendant de la Hesse, et il est élevé au grade d’officier de la Légion d’honneur le 11 juillet 1807. Le 22 août 1809, il est attaché au corps d’observation de la Hollande à Anvers, et ce jusqu’au 1er janvier 1811. Chargé cette dernière année du service des revues des 17e et 31e divisions militaires (Amsterdam et Groningue) , il passe le 19 mars 1813, à la Grande Armée, en qualité d’ordonnateur. Le 27 mars, il est nommé commissaire ordonnateur en chef de l’armée qui manœuvre sur le Main, et il est créé baron de l’Empire par décret du 1er juillet 1813, par réversion du titre de son frère puiné Louis Auguste Marchand de Plauzonne.
De retour en France après les événements de 1814, il est fait chevalier de Saint-Louis par le roi Louis XVIII le 28 août 1814, et il est attaché le 1er novembre suivant à la 1re division militaire (Paris), comme inspecteur aux revues. Le 3 mars 1815, il est envoyé à la 4e division militaire (Tours), et le 15 septembre 1817, il entre dans l’organisation du corps de l’ Intendance militaire, où il devient le 1er octobre, chef de la 4e division du ministère de la guerre. Le 9 mai 1820, il rejoint l’hôtel royal des Invalides, comme intendant, et il est admis à la retraite le 18 septembre 1822.
Il a été fait chevalier de l’ordre de Léopold d’Autriche le 21 octobre 1818, et commandeur de la Légion d’honneur le 1er mai 1821.
Il meurt le 30 juillet 1826, à l’hôtel royal des Invalides à Paris.

## Famille
- Frère du général Louis Auguste Marchand de Plauzonne (1774-1812)

## Dotation
- Dotation de 4 500 francs de rente annuelle sur le Mont-de-Milan le 1er juillet 1813.

## Sources
- A. Lievyns, Jean Maurice Verdot, Pierre Bégat, Fastes de la Légion-d'honneur, biographie de tous les décorés accompagnée de l'histoire législative et réglementaire de l'ordre, Tome 4, Bureau de l’administration, 1844, 640 p. (lire en ligne), p. 383-384.
- « Cote LH/1730/45 », base Léonore, ministère français de la Culture
- « La noblesse d’Empire » (consulté le 23 mai 2017)
- Vicomte Révérend, Armorial du premier empire, tome 3, Honoré Champion, libraire, Paris, 1897, p. 182.
- Carnet de sabretache : revue d’histoire militaire rétrospective, volume 8, Berger-Levrault, Nancy, 1907, p. 175.
- Samuel Gibiat, Hôtel des Invalides (XVIIe – XXe siècle): inventaire des archives de la guerre, Département de l'Armée de terre, sous-série X, Service historique de la défense, 2006, p. 44.
- Léon Hennet, Etat militaire de France pour l’année 1793, Siège de la société, Paris, 1903, p. 45.